# Philippe Le Bas
Philippe Le Bas (* 18. Juni 1794 in Paris; † 16. Mai 1860 ebenda) war ein französischer Altphilologe.
Sein Vater, Philippe-François-Joseph Le Bas (1764–1794), war ein französischer Revolutionär, Mitglied des Nationalkonvents und Anhänger Robespierres.
Von 1820 bis 1827 wirkte er als Erzieher des späteren Napoléon III. und setzte durch, dass dieser von 1821 bis 1823 das humanistische Gymnasium St. Anna in Augsburg besuchte.
Von 1844 bis 1860 war er Direktor der Bibliothek der Sorbonne. Seit 1838 war er Mitglied der Académie des Inscriptions et Belles-Lettres und 1858 Präsident des Institut de France. 1860 wurde er als korrespondierendes Mitglied in die Preußische Akademie der Wissenschaften aufgenommen. 1859 wurde er zum auswärtigen Mitglied der Bayerischen Akademie der Wissenschaften und 1860 zum assoziierten Mitglied der Académie royale des Sciences, des Lettres et des Beaux-Arts de Belgique (Classe des Lettres et des Sciences morales et politiques) gewählt.